# Wolfgang Schlachter
Wolfgang Schlachter (ur. 19 kwietnia 1908, Hamburg; zm. 4 stycznia 1999, Getynga) – niemiecki językoznawca, ugrofinista.

## Życiorys
Schlachter urodził się jako drugie dziecko w rodzinie inżyniera. Egzamin maturalny zdał w 1927 r. we Frankfurcie nad Menem. Następnie studiował indoeuropeistykę, germanistykę i slawistykę w Getyndze i Berlinie. To właśnie w Berlinie zainteresował się pod wpływem swego nauczyciela Ernsta Lewy językami uralskimi (por. paralelny fragment biografii Hartmuta Katza). Studia w tym zakresie odbył na Węgrzech i w Szwecji. Zwłaszcza pobyt w Szwecji był bardzo dla niego znaczący, gdyż zrodzone wówczas zainteresowanie językami lapońskimi towarzyszyć będzie Schlachterowi przez całe życie. Wiosną 1940 r. Schlachter zbiera materiały do języka ume-lapońskiego, które wyda jednak dopiero prawie 20 lat później.
W 1949 r. Schlachter habilituje się w Monachium na podstawie pracy Das Passiv des Zentral- und Norwegischlappischen (opublikowanej następnie w czasopiśmie Ural-Altaische Jahrbücher w 5 częściach pod tytułem „Lappische Passivsyntax” w latach 1953–1960) i od 1959 r. prowadzi tam zajęcia jako Privatdozent. Profesorem zostanie w Getyndze w 1956 r., a w 1960 r. otrzyma (również w Getyndze) katedrę ugrofinistyczną – będzie miał wówczas już 52 lata. Schlachter ofertę Getyngi przyjmie i przeprowadzi się tam wraz z rodziną. W Getyndze pozostanie do śmierci, tj. przez następnych 40 lat życia.

## Wada wzroku
Nieszczęściem w życiu Schlachtera była poważna wada wzroku, z którą borykał się od dzieciństwa. Mimo że czytać i pisać mógł tylko z pomocą lupy, nie poddał się losowi – ożenił się, miał dzieci, pracował
naukowo. Wielką pomocą w życiu codziennym i zmaganiu się z kalectwem była mu żona, która jednocześnie potrafiła stworzyć niezwykłą atmosferę domu, zawsze gościnnego dla wszystkich językoznawców.

## Dorobek publikacyjny
Bibliografia Schlachtera obejmuje ponad 100 pozycji. Niemal trzecia część tych publikacji poświęcona jest językom lapońskim. Za najważniejszą z nich wypada uznać Wörterbuch des Waldlappendialekts von Malå und Texte zur Ethnographie (1958) – dzieło kodyfikujące dosłownie w ostatniej chwili archaiczny (więc ważny naukowo) dialekt lapoński, dziś już praktycznie wymarły.
Młodzieńcze zainteresowania językiem węgierskim odżyły w Getyndze, gdzie Schlachter zetknął się z pracującymi tam lektorami języka węgierskiego, którzy okazali się również interesujący naukowo. Artykuły, które publikował z tego zakresu sam bądź we współpracy z owymi lektorami, dotyczyły głównie składni węgierskiej.
Równocześnie wydawał też serię artykułów o składni fińskiej (i tu nawiązując chętnie do problemu passiwu).
Pozostałym językom ugrofińskim oraz gramatyce tak porównawczej, jak i kontrastywnej poświęcał mniej uwagi, ale nie sposób pominąć tu milczeniem jego monografii Studien zum Possessivsuffix im Syrjänischen (1960), w której podjął problem rozdzielenia pierwotnych i wtórnych funkcji sufiksów posesywnych.

## Literatura
- Bátori, I.: „Wolfgang Schlachter und die Finnougristik in der Bundesrepublik Deutschland”. – [www.uni-koblenz.de/~batori/archiv/schl2.ps]
- Winkler, E.: „Wolfgang Schlachter 1908-1999”. – Linguistica Uralica 35/2 (1999): 157-160.